# Vene ulnare
În anatomie, venele ulnare sunt venele comitante pentru artera ulnară. În principal, acestea drenează aspectul medial al antebrațului. Ele se dezvoltă din mână și se termină atunci când se alătură venelor radiale pentru a forma venele brahiale.
Urmează același curs ca și artera ulnară.

## Imagini suplimentare

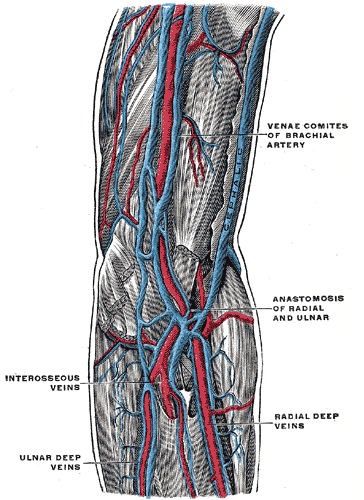
Venele profunde ale extremităților superioare.
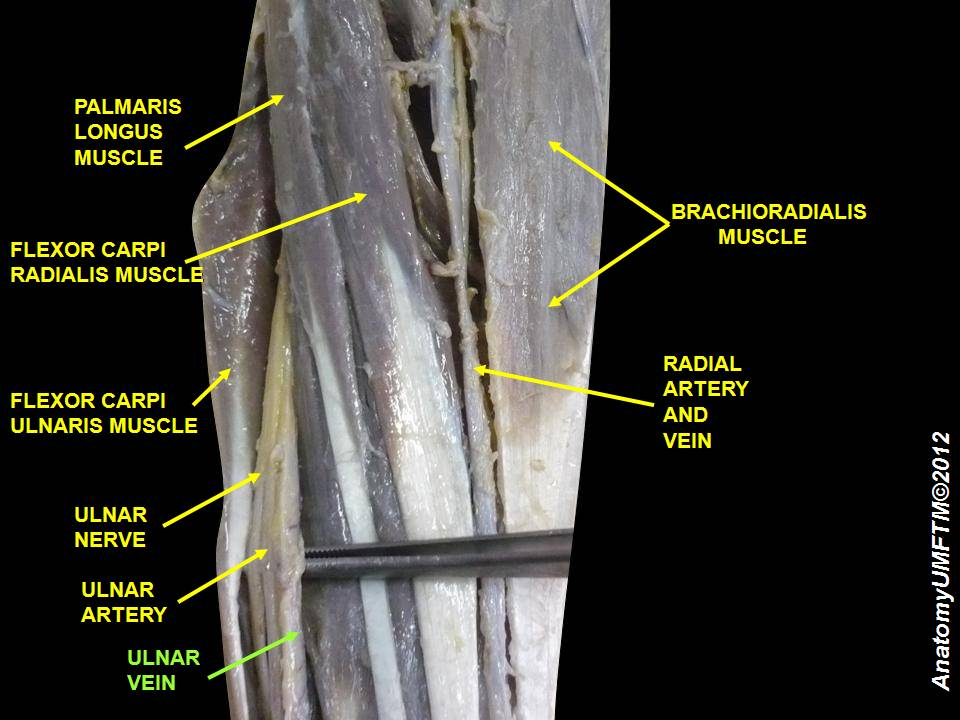
Ulnar vene
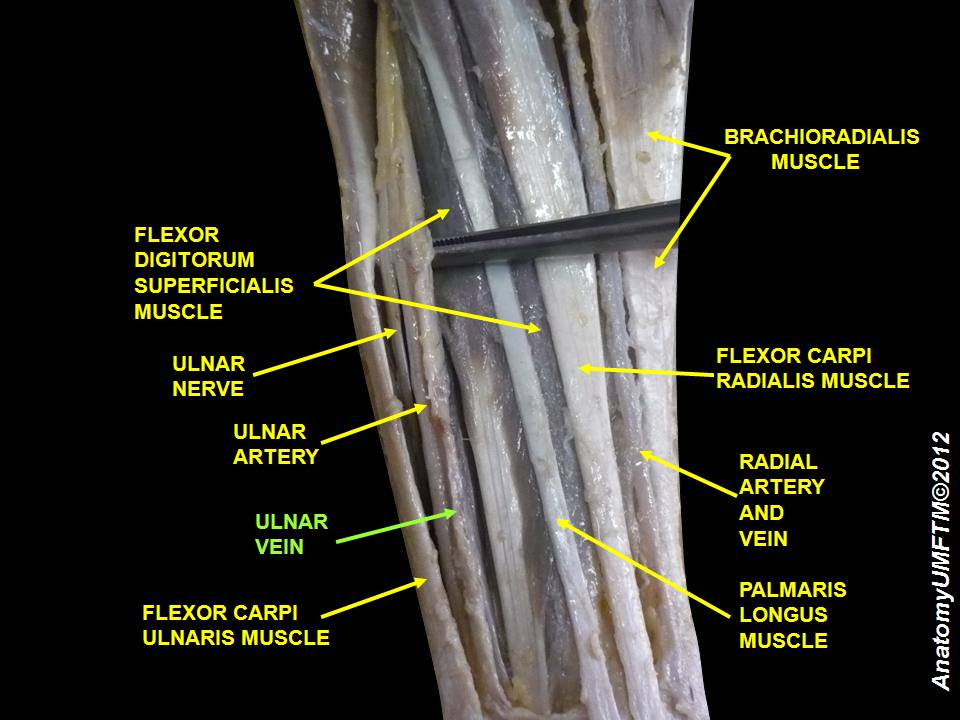
Ulnar vena